# Barbaren (Fernsehserie)
Barbaren (Arbeitstitel: The Barbarians, internationaler Titel: Barbarians) ist eine deutsche Historien-Fernsehserie, deren Erzählung von germanischen Völkern und deren Krieg mit dem römischen Imperium handelt.
Die erste Staffel der Serie wurde am 23. Oktober 2020 auf Netflix veröffentlicht. Am 21. Oktober 2022 wurde die zweite Staffel auf Netflix veröffentlicht.

## Handlung
Staffel 1
Die Serie spielt in der Zeit der expansiven Augusteischen Germanenkriege, die in der Varusschlacht, auch Schlacht im Teutoburger Wald genannt, in der zweiten Hälfte des Jahres 9 nach Christus einen Höhepunkt fanden. Im Zentrum der Handlung stehen drei Figuren, die sich aus Kindheitstagen kennen: Ari, Sohn des cheruskischen Fürsten Segimer, der im Kindesalter als „Friedenspfand“ an die Römer gegeben wurde, in Rom von Senator Publius Quinctilius Varus zu Arminius erzogen wird und zum Präfekten einer Reitertruppe avanciert; später, die Seite wechselnd, zum Anführer mehrerer Stämme der Germanen wird; Folkwin, ein einfacher cheruskischer Krieger, sowie dessen heimliche Geliebte Thusnelda, Tochter des cheruskischen Fürsten Segestes. Deren gemeinsame Geschichte wird vor dem Hintergrund der sich anbahnenden Schlacht erzählt.
Die römischen Besatzer unter Statthalter (Legat) Varus fordern von den germanischen Stämmen erdrückende Tribute. Die germanischen Stämme untereinander sind verfeindet, so dass sie sich nicht gemeinsam gegen die Römer zur Wehr setzen können. Daher beschließen Thusnelda und Folkwin, auf eigene Faust zu handeln und das Imperium in einer verwegenen Aktion zu demütigen. Um sich zu rächen, sendet Varus seinen Ziehsohn Arminius aus.

## Besetzung

### Hauptdarsteller

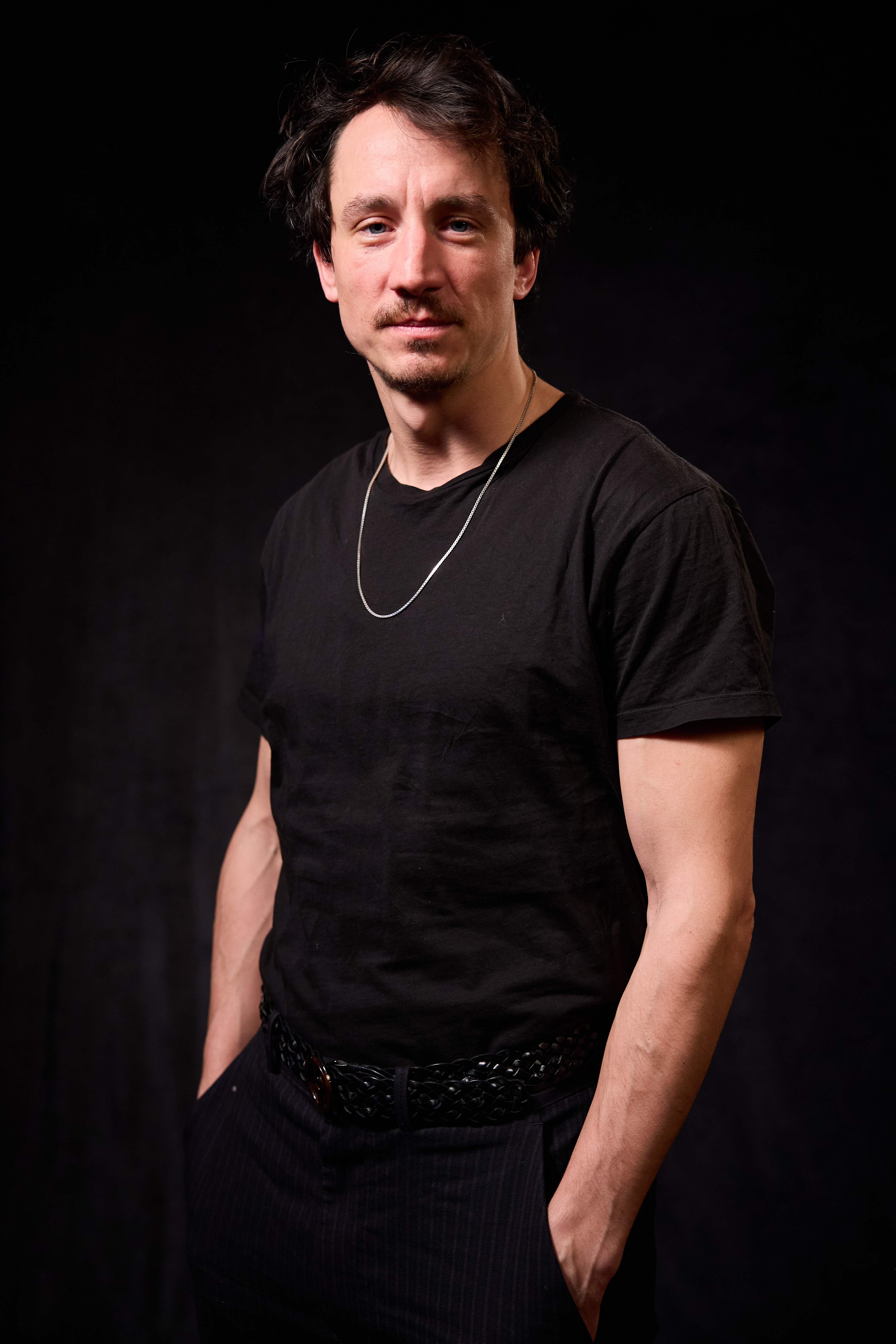
Laurence Rupp, Darsteller des Arminius, beim Sundance Film Festival 2024

| Rolle                     | Darsteller           | Folgen    |
| ------------------------- | -------------------- | --------- |
| Arminius                  | Laurence Rupp        | 1.01–2.06 |
| Thusnelda                 | Jeanne Goursaud      | 1.01–2.06 |
| Folkwin Wolfsspeer        | David Schütter       | 1.01–2.06 |
| Publius Quinctilius Varus | Gaetano Aronica      | 1.01–1.06 |
| Segestes                  | Bernhard Schütz      | 1.01–2.06 |
| Segimer                   | Nicki von Tempelhoff | 1.01–1.04 |
| Irmina                    | Eva Verena Müller    | 1.01–2.06 |
| Flavus                    | Daniel Donskoy       | 2.01–2.06 |
| Germanicus                | Alessandro Fella     | 2.01–2.06 |
| Tiberius                  | Giovanni Carta       | 2.01–2.06 |
| Marbod                    | Murathan Muslu       | 2.01–2.06 |
| Dido                      | Cynthia Micas        | 2.02–2.06 |

### Nebendarsteller
| Rolle                | Darsteller           | Folgen               |
| -------------------- | -------------------- | -------------------- |
| Hadgan               | Sergej Onopko        | 1.01–2.05            |
| Pelagios             | Nikolai Kinski       | 1.01–1.06            |
| Ansgar               | Jeremy Miliker       | 1.01–1.06, 2.04–2.06 |
| Runa                 | Sophie Rois          | 1.01–1.06            |
| Runa                 | İlknur Boyraz        | 2.01–2.06            |
| Eigil                | Mathis Landwehr      | 1.01–1.03            |
| Golmad               | Matthias Weidenhöfer | 1.01–1.06            |
| Talio                | Florian Schmidtke    | 1.01–2.06            |
| Luco                 | Marlon Boess         | 1.01–1.03            |
| Berulf               | Ronald Zehrfeld      | 1.01–1.03            |
| Metellus             | Valerio Morigi       | 1.01–1.03            |
| Aldarich             | Arved Birnbaum       | 1.01, 1.05–2.01      |
| Kunolf der Brukterer | Urs Rechn            | 1.03, 1.04           |
| Raskild              | Sinha Melina Gierke  | 1.05–1.06            |
| Odvulf               | Robert Maaser        | 2.01–2.05            |
| Gaius                | Gabriele Rizzoli     | 2.01–2.06            |

## Produktion und Hintergrund

### Staffel 1
Als Showrunner der ersten Staffel fungierten Jan Martin Scharf und Arne Nolting, die zusammen mit Andreas Heckmann das Drehbuch schrieben. Regie führten Barbara Eder (Folge 1 bis 4) und Steve St. Leger.
Die Dreharbeiten fanden vom 12. August bis zum 30. November 2019 in Budapest statt. Produziert wurde die Serie von der deutschen Gaumont GmbH, einem Tochterunternehmen der französischen Gaumont (Produzenten Sabine de Mardt, Andreas Bareiss und Rainer Marquass).
Die Kamera führte Christian Stangassinger. Für das Kostümbild zeichnete Esther Walz verantwortlich, für das Szenenbild Thomas Stammer und für das Casting Iris Baumüller. Die Drehbuchautoren Arne Nolting und Jan Martin Scharf arbeiteten zuvor unter anderem für Club der roten Bänder und Alarm für Cobra 11 – Die Autobahnpolizei zusammen. Die ersten vier Folgen wurden von der österreichischen Regisseurin Barbara Eder inszeniert, das Finale wurde vom Iren Steve St. Leger umgesetzt, der auch an Vikings mitgewirkt hatte.
Bei der Produktion ließen sich die Macher der Fernsehserie von Historikern beraten.
Netflix warb zum Start der Serie in Bielefeld mit dem Schriftzug Niemand erobert den Teutoburger Wald. Hierbei handelt es sich um eine Anspielung auf die Fangesänge von Arminia Bielefeld. Arminius ist der Namenspatron dieses Fußballvereins.

### Staffel 2
Anfang November 2020 wurde die Produktion einer weiteren Staffel bekannt gegeben.
Als Showrunner der zweiten Staffel fungierte Stefan Ruzowitzky, der auch bei vier der insgesamt sechs Episoden Regie führte. Die Dreharbeiten zur zweiten Staffel fanden in Krakau und Umgebung statt. Die Episoden vier und fünf verantwortete Regisseur Lennart Ruff.
In der zweiten Staffel neu dabei waren unter anderem die Schauspieler Daniel Donskoy, Murathan Muslu, Cynthia Micas, Katharina Heyer, Giovanni Carta und Alessandro Fella.

## Episodenliste

### Staffel 1
| Nr. (ges.) | Nr. (St.) | Originaltitel  | Erstausstrahlung | Regie           | Drehbuch                                          |
| ---------- | --------- | -------------- | ---------------- | --------------- | ------------------------------------------------- |
| 1          | 1         | Wolf und Adler | 23. Okt. 2020    | Barbara Eder    | Jan Martin Scharf, Arne Nolting, Andreas Heckmann |
| 2          | 2         | Die Vergeltung | 23. Okt. 2020    | Barbara Eder    | Jan Martin Scharf, Arne Nolting, Andreas Heckmann |
| 3          | 3         | Am Abgrund     | 23. Okt. 2020    | Barbara Eder    | Jan Martin Scharf, Arne Nolting, Andreas Heckmann |
| 4          | 4         | Ein neuer Reik | 23. Okt. 2020    | Barbara Eder    | Jan Martin Scharf, Arne Nolting, Andreas Heckmann |
| 5          | 5         | Der Verrat     | 23. Okt. 2020    | Steve St. Leger | Jan Martin Scharf, Arne Nolting, Andreas Heckmann |
| 6          | 6         | Die Schlacht   | 23. Okt. 2020    | Steve St. Leger | Jan Martin Scharf, Arne Nolting, Andreas Heckmann |

### Staffel 2
| Nr. (ges.) | Nr. (St.) | Originaltitel | Erstausstrahlung | Regie                            | Drehbuch                                |
| ---------- | --------- | ------------- | ---------------- | -------------------------------- | --------------------------------------- |
| 7          | 1         | Neue Legionen | 21. Okt. 2022    | Stefan Ruzowitzky                | Katrin Milhahn & Antonia Rothe-Liermann |
| 8          | 2         | Gefangen      | 21. Okt. 2022    | Stefan Ruzowitzky                | Katrin Milhahn & Antonia Rothe-Liermann |
| 9          | 3         | Väter         | 21. Okt. 2022    | Stefan Ruzowitzky                | Jason George                            |
| 10         | 4         | Der Schwur    | 21. Okt. 2022    | Lennart Ruff                     | Jason George & Kseniya Melnik           |
| 11         | 5         | Verloren      | 21. Okt. 2022    | Lennart Ruff                     | Jason George & Kseniya Melnik           |
| 12         | 6         | Der Preis     | 21. Okt. 2022    | Lennart Ruff & Stefan Ruzowitzky | Jason George                            |

## Rezeption

### Kritiken zu Staffel 1
Thomas Grüter urteilte im Wissenschaftsportal Spektrum.de, dass der Gesamteindruck der Serie zwiespältig bleibe. Sie zeige eindringlich den Zusammenprall zweier unvereinbarer Kulturen. Ein Glanzlicht seien dabei die lateinischen Dialoge der Römer. Kostüme, Requisiten und Bauten seien sehr gut gelungen, die Ausrüstung der römischen Legionäre entspreche der historischen Wirklichkeit, auch die germanischen Langhäuser wirkten erstaunlich authentisch. Trotz einiger Schwächen sei die Serie spannend und sehenswert, wenn man keine allzu großen Ansprüche an die historische Genauigkeit der Handlung stelle.
Für Forbes beurteilte Filmhistorikerin Sheena Scott Barbaren als eine „exzellente Serie, die ein zentrales historisches Ereignis in Europa durch eine packende Geschichte von Liebe, Freundschaft, Verrat und Rache enthüllt“, und lobte „exzellentes Produktionsdesign, die großartigen Darbietungen, insbesondere des Haupttrios Jeanne Goursaud, David Schütter und Laurence Rupp, und die wunderschöne Kinematographie der Serie.“
Der Journalist Andreas Fischer vom Weser Kurier meinte, dass das größte Dilemma die vermeintliche Historizität der Serie sei. Im Mäntelchen einer Geschichtsstunde verbreite diese Halbwissen, die historischen Hintergründe würden zusammengekürzt auf ein paar Kernfakten und dienten lediglich als Legitimation für eine deutsche Variante jener Mischung aus Liebe, Gewalt und nordischer Mythologie, die seit Game of Thrones und Vikings schwer in Mode sei.
Die Erwartung, dass zu bezahlende Streamingdienste wie Netflix sich vom abendlichen Unterhaltungsprogramm abheben müssen, erfüllt sich für den Journalist Ambros Waibel von der Tageszeitung taz mit „Barbaren“ nicht. Die Serie bleibe, „abgesehen von ein bisschen sauberer Nacktheit hier und ein paar schmutzigen Enthauptungen dort im deutschen ‚Terra X‘-Schmodder stecken und ist damit so überflüssig wie ein Suebenknoten.“ Waibel sieht den Unterhaltungsaspekt zu kurz gekommen und nennt stattdessen für das Genre „zeitgenössischer Sandalenfilm“ als Referenzpunkt Der Adler der neunten Legion.
Der Archäologe Matthias Wemhoff bemängelte in der FAZ die Darstellung des von der Landwirtschaft geprägten Germaniens als „dunkle[n], undurchdringbare[n] Waldlandschaft“ sowie den klischeehaften Eindruck einer „ruppigen, sprachlich völlig unbedarften“ ländlichen Gesellschaft, was dem „komplexen Verhaltenskanon in einer über Jahrhunderte relativ fest gefügten Gruppe“ nicht gerecht werde. Gleichfalls in der FAZ kritisierte der Prähistoriker Karl Banghard, dass die Serie „wenig mit der Alltagsgeschichte der Zeitenwende zu tun“ habe; konkret beanstandete er zahlreiche historische Ungenauigkeiten etwa in Bezug auf Ernährung und Kleidung, vor allem aber die Rollenverteilung der „imperialistische[n] Römer gegen indigene Germanen“. Die Serie erzähle „die Geschichte des großen ethnischen Widerstandskampfes“ und wärme „stumpf die nationalen Geschichtserzählungen des 19. Jahrhunderts“ auf.
Zum Start der Serie beleuchtete der Journalist und Archäologe Sascha Priester die historischen Hintergründe der Varus-Ereignisse. Dabei forderte er dazu auf, klar zwischen Kopfkino, Fiction und dem, was heute wirklich als wissenschaftlich gesichert gelten kann, zu unterscheiden. Die allgemeine Vorstellung von der „Varus-Schlacht“ – mit Hinterhalt, Verschanzungen oder einem zusammenhängenden Schlachtfeld – müsse immer wieder neu hinterfragt werden. Durch die laufend neuen archäologischen Erkenntnisse aus der Fundregion Kalkriese, einem mutmaßlichen Schauplatz der Varus-Ereignisse, würde dieses Bild laufend verändert, bereichert und präzisiert. Anlässlich der ersten Staffel tauschte er sich im SWR2-Forum mit Heidrun Derks, Reinhard Wolters und Moderator Gregor Papsch aus. Die Runde ging auf die Zerrissenheit des Protagonisten Arminius und die Auseinandersetzung zwischen den Stämmen und der Großmacht Rom ein, dem Genre des Schwachen gegen den Starken verhaftet. Die Experten waren sich einig, dass die Serie unterhalten will, dabei jedoch falschen Helden-Pathos weitgehend vermeidet und den historisch problematischen Begriff Germanen geschickt umschifft. Zum wissenschaftlichen Verständnis des Begriffs Barbaren merkte Sascha Priester das mögliche doppeldeutige Verständnis des Serientitels für manchen Zuschauer an, der hier weniger archäologisch-althistorisch denkt, sondern vor allem den Charakter der spielenden Personen beurteilt und bewertet: „Wer sind nun die Barbaren dieser Serie? Denn die Römer, die vermeintlichen Zivilisationsträger, führen sich ja auch sehr gewalttätig und barbarisch auf.“

### Kritiken zu Staffel 2
Marc Schneider meinte auf Quotenmeter.de, dass sich bei der zweiten Staffel im Vergleich zur ersten hinsichtlich hochwertigem Set- und Kostümdesign und durchweg fähigen Schauspielern nichts verändert habe. Geblieben seien allerdings auch die unausgegorenen, wenig inhaltsfüllenden Skripts. Die Handlung fühle sich gegenüber der Vorgängerstaffel noch weitaus gestreckter an.

### Quote
Erste Staffel
Die erste Staffel wurde in den ersten vier Wochen nach Veröffentlichung von mehr als 37 Millionen Haushalten weltweit aufgerufen.
Zweite Staffel
Nach Veröffentlichung der 2. Staffel stand die Serie in 38 Ländern in den Top Ten der Serien. In den von Goldmedia ausgegebenen VOD-Charts für die Kalenderwoche 43/2022 wurde Barbaren auf dem ersten Platz mit 4,56 Millionen Views gelistet. In der ersten vollen Woche online gelangte die zweite Staffel in den globalen Top 10 der nicht-englischsprachigen Serien von Netflix auf Platz zwei und war in 61 Ländern in den Top Ten der Kategorie TV. Vom 24. bis zum 30. Oktober 2022 kam die Serie weltweit auf 21,2 Millionen gesehene Stunden. In den ersten drei Tagen vom 21. bis zum 23. Oktober 2022 wurde 14,6 Millionen gestreamte Stunden gezählt.

## Auszeichnungen und Nominierungen
Romyverleihung 2021
- Nominierung in der Kategorie Beste Produktion (Barbara Eder, Steve St. Leger, Sabine de Mardt, Andreas Bareiss, Rainer Marquass)[27]

Deutsche Akademie für Fernsehen 2021
- Auszeichnung in der Kategorie Maskenbild (Charlotte Chang und Katharina de Malotki)[30]
- Nominierung in der Kategorie Produzent (Sabine de Mardt, Andreas Bareiss und Rainer Marquass)
- Nominierung in der Kategorie VFX/Animation (Annabelle Troukens und Kay Delventhal)